# Bibha Chowdhuri

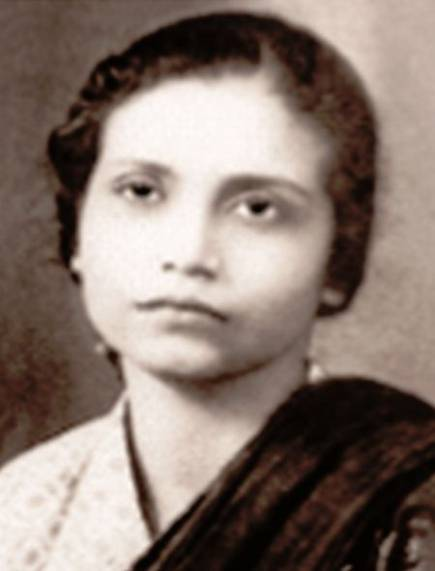
Bibha Chowdhuri

 Bibha Chowdhuri (* 3. Juli 1913 in Kalkutta, Britisch-Indien; † 2. Juni 1991 ebenda) war eine indische Physikerin und Hochschullehrerin. Sie war die erste Forscherin, die 1949 von Homi J. Bhabha für das neu gegründete Tata Institute of Fundamental Research (TIFR) in Bombay ausgewählt wurde. Sie forschte als eine der ersten indischen Frauen auf dem Gebiet der Hochenergiephysik.

## Leben und Werk

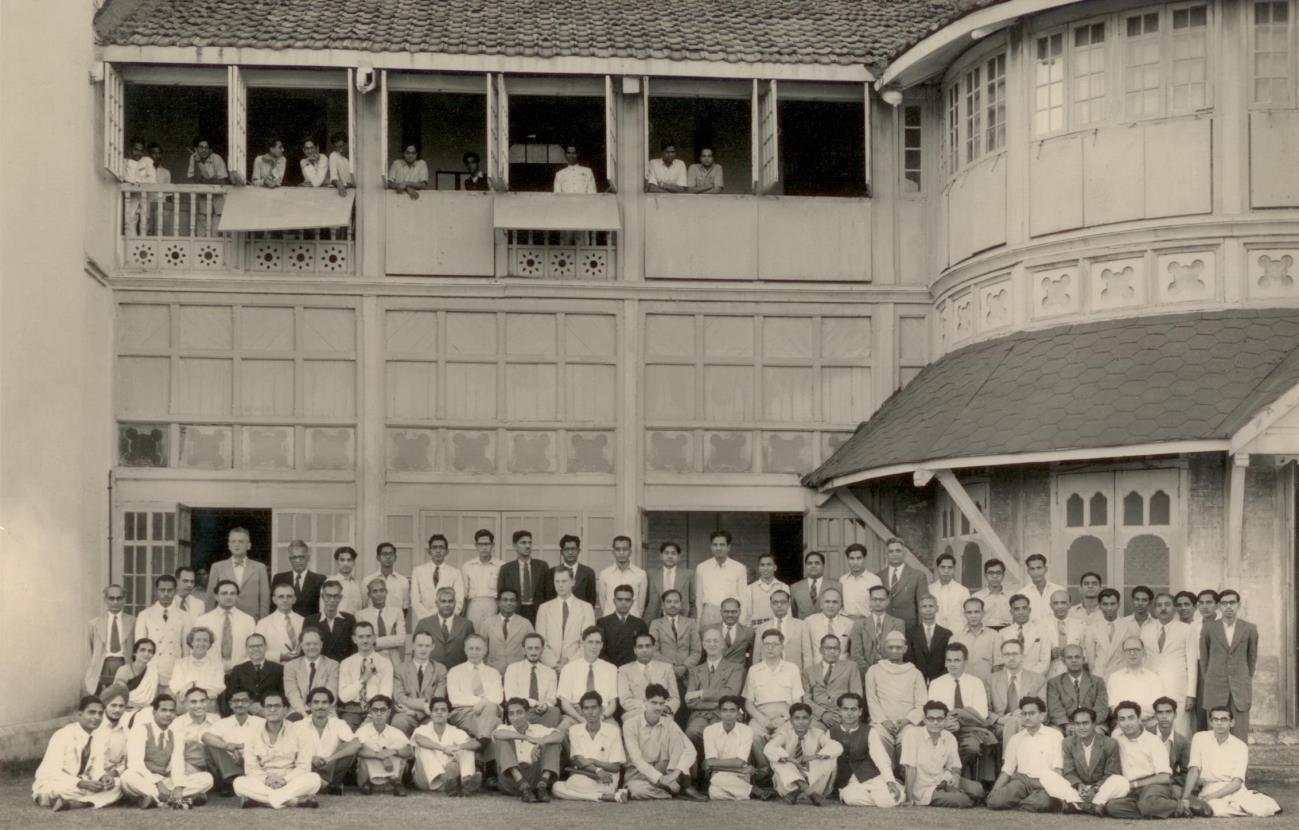
Gruppenfoto der Internationalen Konferenz über Elementarteilchen, die vom 14. bis 24. Dezember 1950 in Mumbai stattfand, aufgenommen vor dem Old Yacht Club. Bibha Chowdhuri sitzt ganz links unter den Mitgliedern, die auf dem Stuhl sitzen.

Chowdhuri war eines von sechs Kindern (fünf Töchter und ein Sohn) des Arztes Banku Behari Chowdhuri. Insbesondere die Familie ihrer Mutter lehnte als Brahmo-Samaj-Anhänger den hinduistischen Glauben an mehrere Götter und hinduistische Rituale ab. Die Bewegung war dafür bekannt, dass sie sich für soziale, politische und religiöse Reformen einsetzte und die Bildung von Frauen förderte.
Chowdhuri erhielt ihre Schulausbildung an einer der ältesten Frauenschulen in Indien, der Bethune School in Kalkutta. Sie studierte Physik am Scottish Church College in Kalkutta, wo sie einen Bachelor erwarb. An der University of Calcutta setzte sie ihr Studium fort und war dort die einzige Studentin, die einen Master-Abschluss in Physik erhielt.

### Forschung am Bose-Institut
Von 1938 bis 1942 forschte sie bei dem Physiker Debendra Mohan Bose am Bose-Institut in Kalkutta. Chowdhuri entwickelte die Grundprinzipien zur Identifizierung neuer Teilchen, indem sie deren Spuren in Nebelkammern und auf Fotoemulsionsplatten untersuchte.
Ihre Forschung bestand darin, die Natur und Zusammensetzung der kosmischen Strahlung zu verstehen, von der man heute weiß, dass es sich um sehr energiereiche Teilchen handelt, die hauptsächlich aus Protonen und Heliumkernen bestehen. Um den Einfluss der Erdatmosphäre auf die Zusammensetzung von Teilchenschauern kosmischer Strahlung zu untersuchen, ritten Chowdhuri und Bose auf Maultieren in den Himalaya, um Stationen für ihre Studien zu besuchen. Sie experimentierten in verschiedenen Höhen bis 4300 m über dem Meeresspiegel. Die Idee bestand darin, „gerasterte“ Fotoplatten in diesen Höhen über längere Zeiträume der kosmischen Strahlung auszusetzen und die zurückbleibenden Teilchenspuren zu beobachten. Die sorgfältige Analyse dieser Fotoplatten deutete auf die Anwesenheit eines bisher unbekannten Teilchens hin, bei dem es sich ihrer Meinung nach um das „Mesotron“ (das später entdeckte Myon) handelte. Sie berichteten über ihre Ergebnisse in der Fachzeitschrift Nature und versuchten, die Masse dieses Teilchens abzuschätzen. Der Wert der Masse wurde unterschätzt, aber sie machten darauf aufmerksam, dass ihr Versuchsaufbau nicht empfindlich genug sei, um genaue Messungen zu liefern, und plädierten für weitere Experimente. Der Ausbruch des Zweiten Weltkriegs in Europa führte zu einem Embargo für den Bezug von Fotoplatten aus England, weshalb sie ihre Forschung einstellen mussten.
Im England der Nachkriegszeit setzten Cecil Powell und seine Gruppe diese Studien mit verbesserten Fotoplatten in Ballon- und Flugzeugexperimenten fort, was zur Entdeckung des Pions führte. Powell erhielt 1950 dafür den Nobelpreis. Obwohl Powell selbst die Bedeutung der Arbeit von Bose und Chowdhuri anerkannte, unter anderem in seinem Buch The Study of Elementary Particles by the Photographic Method, geriet sie in Vergessenheit.

### Forschung im Labor von Patrick Blacklett
Chowdhuri zog 1945 nach Großbritannien, wo sie 1952 an der Universität Manchester bei dem Nobelpreisträger Patrick Blackett promovierte. Zu dieser Zeit untersuchten Blackett und seine Mitarbeiter bestimmte hochenergetische Komponenten der kosmischen Strahlung, die „durchdringende Schauer“ genannt wurden. Chowdhuri untersuchte diese Schauer und berechnete ihre Dichte mithilfe innovativer experimenteller Techniken, die die Wilson-Nebelkammer und Geiger-Müller-Zähler kombinierten. Ihre Dissertation mit dem Titel Extensive Air Showers connected with Penetrating Particles reichte sie 1949 ein. Dies war einige Monate, nachdem Blackett den Nobelpreis für seine Entwicklung der Wilson-Nebelkammermethode und seine damit verbundenen Entdeckungen auf dem Gebiet der Kernphysik erhalten hatte. Es ist bekannt, dass die Prüfer Lajos Jánossy und Charles Thomson Rees Wilson von Chowdhuris Dissertation so beeindruckt waren, dass sie sie Homi J. Bhabha für eine Stelle am Tata Institute of Fundamental Research (TIFR) in Mumbai empfahlen.

### Forschung am Tata Institute of Fundamental Research, in Frankreich und in den USA
Chowdhuri kehrte nach Abschluss ihrer Promotion nach Indien zurück und arbeitete als erste Forscherin von 1949 bis 1957 am TIFR. Sie übernahm die Leitung der Cloud Chamber Group, wo sie ihre Untersuchungen zu kosmischen Luftschauern fortsetzte. Während ihrer Zeit am TIFR nahm sie an der 2. Internationalen Konferenz über Elementarteilchen teil, die 1955 in Pisa stattfand. Nach 1954 unterrichtete sie an der Ecole Polytechnique in Paris, wo sie Physik auf Französisch unterrichtete, und forschte weiterhin in den französischen Alpen. Danach zog sie in die USA, zunächst an die University of Michigan und dann an das MIT, wo sie mit Bruno Rossi an der Prototypenentwicklung von Kunststoffszintillatoren zur Erkennung großer Luftschauer arbeitete.
Chowdhuri verließ das TIFR und forschte dann am Physical Research Laboratory (PRL) in Ahmedabad, als Vikram Sarabhai Direktor war. Sie war an der Entdeckung hochenergetischer Myonen beteiligt, die mit ausgedehnten Luftschauern verbunden sind. Sie arbeitete am Aufbau des Kolar Gold Field Experiments mit, das zum ersten Nachweis atmosphärischer Neutrinos führte. Nach Abschluss des Experiments wollte sie mit Sarabhai am Mount Abu ein neues Experiment zu Hochfrequenzemissionen im Zusammenhang mit ausgedehnten Luftschauern durchführen. Dieses Projekt konnte jedoch aufgrund des vorzeitigen Ablebens von Sarabhai nicht verwirklicht werden.
Sie ging 1971 am PRL in den Ruhestand und arbeitete weiterhin an der Hochenergiephysik in Kalkutta in Zusammenarbeit mit Wissenschaftlern des Saha Institute of Nuclear Physics, der University of Calcutta und der Indian Association for the Cultivation of Science. 1983 nahm sie an einer nationalen Konferenz in Amritsar, Punjab, teil, zu der prominente Forscher der kosmischen Strahlung eingeladen wurden.
Sie veröffentlichte mehrere Forschungsarbeiten in internationalen Fachzeitschriften. Der letzte von ihr mitverfasste Artikel wurde 1990 im Indian Journal of Physics veröffentlicht.
Sie starb 1991 in ihrem Haus in Kalkutta.

## Ehrung
Die Internationale Astronomische Union gab im Rahmen ihres 100-jährigen Bestehens am 17. Dezember 2019 bekannt, dass ein Stern nach Bibha Chowdhuri genannt wird. Der Weiße Zwergstern HD 86081 im Sternbild Sextant erhielt den Namen „Bibha“.